# Liste der Baudenkmale in Tarmitz
In der Liste der Baudenkmale in Tarmitz sind die Baudenkmale des niedersächsischen Dorfes Tarmitz aufgelistet. Der Stand der Liste ist der 21. Oktober 2021. Dies ist ein Teil der Liste der Baudenkmale in Lüchow (Wendland). Die Quelle der  IDs und der Beschreibungen ist der Denkmalatlas Niedersachsen.

## Allgemein
In den Spalten befinden sich folgende Informationen:
- Lage: die Adresse des Baudenkmales und die geographischen Koordinaten. Kartenansicht, um Koordinaten zu setzen. In der Kartenansicht sind Baudenkmale ohne Koordinaten mit einem roten Marker dargestellt und können in der Karte gesetzt werden. Baudenkmale ohne Bild sind mit einem blauen Marker gekennzeichnet, Baudenkmale mit Bild mit einem grünen Marker.
- Bezeichnung: Bezeichnung des Baudenkmales
- Beschreibung: die Beschreibung des Baudenkmales. Unter § 3 Abs. 2 NDSchG werden Einzeldenkmale und unter § 3 Abs. 3 NDSchG Gruppen baulicher Anlagen und deren Bestandteile ausgewiesen.
- ID: die Objekt-ID des Baudenkmales
- Bild: ein Bild des Baudenkmales, ggf. zusätzlich mit einem Link zu weiteren Fotos des Baudenkmals im Medienarchiv Wikimedia Commons. Wenn man auf das Kamerasymbol klickt, können Fotos zu Baudenkmalen aus dieser Liste hochgeladen werden:

## Baudenkmale

### Gruppe baulicher Anlagen
| Lage                                | Bezeichnung | Beschreibung | ID       | Bild |
| ----------------------------------- | ----------- | --- | -------- | ---- |
| Nr. 4 52° 58′ 37″ N, 11° 10′ 36″ O  | Hofanlage   | Die Hofanlage Nr. 4 in Tarmitz besteht aus vier Gebäuden des 19. Jahrhunderts. Der teilweise gepflasterte Wirtschaftshof befindet sich zwischen den Gebäuden. | 30828501 | BW   |
| Nr. 6 52° 58′ 37″ N, 11° 10′ 43″ O  | Hofanlage   | Die Hofanlage Nr. 6 in Tarmitz besteht aus einem massiven Wohngebäude von 1908 und einer älteren Scheune des frühen 19. Jahrhunderts. Der Wirtschaftshof befindet sich zwischen den beiden Gebäuden. | 30828513 | BW   |
| Nr. 12 52° 58′ 43″ N, 11° 10′ 40″ O | Hofanlage   | Die Hofanlage Nr. 12 in Tarmitz besteht aus zwei Gebäuden, die nach dem Dorfbrand 1778 errichtet wurden. Das zum Dorfplatz giebelständige Wohn-/Wirtschaftsgebäude ist inschriftlich datiert, die rückwärtig liegende Längsdurchfahrtsscheune stammt aus derselben Zeit. Der Wirtschaftshof liegt südlich der Gebäude. | 30828523 | BW   |

### Einzeldenkmale
| Lage                                | Bezeichnung               | Beschreibung | ID       | Bild |
| ----------------------------------- | ------------------------- | --- | -------- | ---- |
| Nr. 1 52° 58′ 35″ N, 11° 10′ 41″ O  | Wohn-/ Wirtschaftsgebäude | Giebelständiges Vierständerhaus in Fachwerk mit Backsteinausfachung, unter Satteldach; Wirtschaftsgiebel in symmetrischem Gitterfachwerk mit aufwendigen Fuß- und Kopfbändern, auch Ziersetzungen; Haupt- und Kehlbalken leicht vorkragend. Errichtet 1778 (i). Zweigeschossiges Fachwerkwohnhaus 1894 (i) am Wohnende quer angebaut (dabei ehemaliger Wohnteil eingekürzt). | 30860327 | BW   |
| Nr. 3 52° 58′ 36″ N, 11° 10′ 36″ O  | Wohnhaus                  | Großes, zweigeschossiges Wohnhaus in Backsteinmauerwerk auf Sockel, unter Walmdach in Schieferdeckung; Mittelrisalit unter steilem Satteldach straßenseitig in der Nordfassade; aufwändige Eckausbildung im Westen mit Erker unter Pyramidendach und Balkon; Haupt- und Seitenfassaden reichhaltig bauplastisch gestaltet; Hofseite schlicht. Errichtet 1898 (i).            | 30860781 | BW   |
| Nr. 4 52° 58′ 37″ N, 11° 10′ 36″ O  | Wohn-/ Wirtschaftsgebäude | Giebelständiges Vierständerhaus in Fachwerk mit Backsteinausfachung, unter Satteldach. Wohnende mit Drempelgeschoss und Stichgebälk, hier zwei Anbauten. Wirtschaftsgiebel in Gitterfachwerk. Errichtet 1805 (i). | 30860385 | BW   |
| Nr. 4 52° 58′ 37″ N, 11° 10′ 35″ O  | Scheune                   | Traufständige Fachwerk-Längsscheune in Vierständerbauweise mit Backsteinausfachung; unter Satteldach. Errichtet Anfang des 19. Jahrhunderts. | 30872763 | BW   |
| Nr. 4 52° 58′ 38″ N, 11° 10′ 35″ O  | Stall                     | Langgestrecktes Stallgebäude in Backsteinmauerwerk unter Satteldach. Errichtet Ende des 19. Jahrhunderts. | 30872809 | BW   |
| Nr. 4 52° 58′ 38″ N, 11° 10′ 38″ O  | Stall                     | Kleiner Stall in Ankerbalkenkonstruktion mit Backsteinausfachung; unter Satteldach. Errichtet in der Mitte des 19. Jahrhunderts. | 30872786 | BW   |
| Nr. 6 52° 58′ 37″ N, 11° 10′ 43″ O  | Wohn-/ Wirtschaftsgebäude | Aufwändiges zweigeschossiges Wohnhaus in Backsteinmauerwerk und unter Walmdach in Ziegeldeckung; Schaufassade mit dreigeschossigem Seitenrisalit zur Straße. Errichtet 1908 (i). | 30860366 | BW   |
| Nr. 6 52° 58′ 37″ N, 11° 10′ 42″ O  | Scheune                   | Fachwerkbau mit Backsteinausfachung, unter Satteldach in Zementplattendeckung. Errichtet wohl Anfang des 19. Jahrhunderts. | 39616464 | BW   |
| Nr. 10 52° 58′ 40″ N, 11° 10′ 39″ O | Scheune                   | Längsscheune in Fachwerk mit Lehmstakung; ein Teil der Ausfachungen durch Backsteinmauerwerk ersetzt und einige Gefache durch Verbretterung geschlossen; unter Satteldach. Errichtet um 1800. | 30860253 | BW   |
| Nr. 12 52° 58′ 43″ N, 11° 10′ 40″ O | Wohn-/ Wirtschaftsgebäude | Giebelständiges Vierständerhaus in Fachwerk mit Backsteinausfachung, unter Satteldach; im Giebeldreieck alle Gefache mit Kopf- und Fußbändern und Ziersetzungen; Kehlbalken leicht vorkragend; Wohnende massiv erneuert. Errichtet 1778 (i). | 30860289 | BW   |
| Nr. 12 52° 58′ 43″ N, 11° 10′ 37″ O | Scheune                   | Fachwerkbau mit Backsteinausfachung, unter Satteldach. Südliche Traufseite massiv erneuert. Beide Giebeldreiecke verbrettert. Errichtet als Längsdurchfahrtsscheune um 1780. | 39616901 | BW   |
| Nr. 22 52° 58′ 41″ N, 11° 10′ 46″ O | Wohnhaus                  | Zweigeschossiger Backsteinbau unter Walmdach in Betondachsteindeckung über niedrigem, verputztem Sockel; mit straßenseitigem Mittelrisalit; die übrigen Fassaden schlicht. Errichtet 1904 (i). | 30859971 | BW   |
| Nr. 23 52° 58′ 41″ N, 11° 10′ 45″ O | Wohn-/ Wirtschaftsgebäude | Dreiständerhaus in Fachwerk mit Backsteinausfachung, unter ungleichhüftigem Satteldach in Blechfalzdeckung; Kübbung im Norden. Errichtet 1796, erneuert 1868. | 30859952 | BW   |

### Ehem Denkmale
| Lage                                | Bezeichnung               | Beschreibung                                                               | ID | Bild |
| ----------------------------------- | ------------------------- | -------------------------------------------------------------------------- | -- | ---- |
| Nr. 1 52° 58′ 35″ N, 11° 10′ 41″ O  | Hofanlage                 | Vierständerhaus in einer Ortserweiterung aus dem Jahre 1778                |    | BW   |
| Nr. 3 52° 58′ 35″ N, 11° 10′ 36″ O  | Hofanlage                 |                                                                            |    | BW   |
| Nr. 14 52° 58′ 44″ N, 11° 10′ 40″ O | Hofanlage                 |                                                                            |    | BW   |
| Nr. 16 52° 58′ 45″ N, 11° 10′ 42″ O | Hofanlage                 |                                                                            |    | BW   |
| Nr. 23 52° 58′ 41″ N, 11° 10′ 45″ O | Hofanlage                 | Dreiständerhaus                                                            |    | BW   |
| Nr. 14 52° 58′ 44″ N, 11° 10′ 40″ O | Wohn-/ Wirtschaftsgebäude |                                                                            |    | BW   |
| Nr. 16 52° 58′ 45″ N, 11° 10′ 42″ O | Längsscheune              |                                                                            |    | BW   |
| Nr. 18 52° 58′ 45″ N, 11° 10′ 45″ O | Wohnhaus                  | Das Haus ist ein zweistöckiges Fachwerkwohnhaus mit einem Krüppelwalmdach. |    | BW   |
| Nr. 23 52° 58′ 41″ N, 11° 10′ 46″ O | Längsscheune              |                                                                            |    | BW   |